# Джунгли-Шмунгли
«Джунгли-Шмунгли» (англ. Rainforest Schmainforest), также известный как «Хоровой тур» (англ. Choir Tour) — эпизод 301 (№ 32) сериала «Южный Парк», премьера которого состоялась 7 апреля 1999 года. В эпизоде приняла участие Дженнифер Энистон, озвучившая Мисс Стивенс.
На создание этого эпизода Трея Паркера сподвигло личное отвращение к джунглям, появившееся у него после поездки в Коста-Рику. В комментариях к DVD Паркер объяснил, что после поездки он возненавидел Коста-Рику, и что всё, что Картман в серии говорит о джунглях, отражает то, что он (Паркер) лично считает и чувствует.

## Сюжет
Мисс Стивенс, руководительница национального песенного тура в защиту окружающей среды Getting Gay With Kids (рус. Дети для голубых лесов), приезжает в школу Саут-Парка, надеясь набрать в группу побольше участников. Кайл, Стэн, Картман и Кенни своим поведением выводят мистера Гаррисона из себя и он отправляет их в кабинет к психологу мистеру Мэки. Мэки, после недолгого разговора, в качестве наказания заставляет ребят присоединиться к хору. Кенни — единственный, кто этому рад, потому что влюбляется с первого взгляда в девочку из хора по имени Келли.
Хор отправляется в Сан-Хосе, Коста-Рика, где мисс Стивенс сообщает Картману, что планирует изменить его мнение о странах третьего мира. После прибытия Картман сразу же начинает создавать проблемы — кричит на местных жителей, привлекает внимание детей в автобусе к стоящим вдоль дороги проституткам и язвительно комментирует, что в Сан-Хосе «пахнет как в заднице». Дети встречаются с президентом Коста-Рики и проводят репетицию песни, но мисс Стивенс недовольна плохим чувством ритма Кайла, которое Картман списывает на то, что «у евреев нет чувства ритма».
Дети отправляются с мисс Стивенс на прогулку, чтобы полюбоваться на «чудеса» джунглей (беличью обезьянку и трёхпалого ленивца). Затем их проводника съедает королевский аспид, и ребята с мисс Стивенс остаются в джунглях сами по себе. Они попадают в лагерь к местным повстанцам и пытаются песней убедить их заботиться о джунглях, но безуспешно. Прибывают правительственные войска, начинается стрельба и хор вынужден спасаться бегством. Через некоторое время Картман объявляет о том, что он покидает «это сборище хиппи» и оставляет хор. Достаточно скоро он натыкается на бригаду американских рабочих, вырубающих джунгли. Тем временем Келли разрывается между тягой к Кенни и страхом, что она живёт слишком далеко и будет потом страдать, что очень раздражает Кенни.
В это время в Сан-Хосе начало концерта запаздывает уже на час, и Президент Коста-Рики пытается тянуть время, рассказывая несмешные шутки про поляков (в переводе MTV про сардин). Мисс Стивенс и детей, оставшихся с ней, захватывает племя туземцев, которые собираются принести мисс Стивенс (переодетую в форму черлидерши) в жертву местному гиганту (напоминающему Джаббу и Кинг-Конга одновременно). Мисс Стивенс меняет своё мнение о джунглях, и решает, что джунгли не настолько хорошее место, как ей казалось ранее. В этот момент появляется Картман в сопровождении рабочих, которые разрушают бульдозерами деревню и разгоняют туземцев. Келли говорит Кенни, что для сохранения «их отношений на расстоянии» они будут созваниваться каждый день. Но Кенни тут же поражает молния. После безуспешной попытки позвать Кайла и Стэна на помощь — те, как обычно, воспринимают смерть Кенни довольно безразлично — Келли удаётся воскресить Кенни. После того, как все покидают джунгли и возвращаются в столицу, мисс Стивенс и дети несколько меняют текст песни. Её смысл меняется на противоположный, что вызывает позитивную реакцию среди собравшейся на концерт публики. Эпизод заканчивается текстовым сообщением, говорящим людям, насколько опасны джунгли, и призывом остановить это сейчас же.

## Смерть Кенни
Кенни практически погибает после удара молнии, но возвращается к жизни силами Келли. Когда Стэн и Кайл как обычно говорят «О боже мой, они убили Кенни!» и «Сволочи!», Келли спрашивает, кого они имели в виду под «Они», и всё, что могут ответить Стэн и Кайл это «ну, те, которые сволочи». Мальчики в шоке не только от идеи попытаться оживить Кенни, но также и от того, что Келли это удаётся.

## Пародии
- В эпизоде присутствует множество типичных клише, используемых «зелёными», таких, как «Мы должны делать только снимки и оставлять только следы ног», «Она боится нас больше, чем мы боимся её» или «Мы должны уважать мать-природу, и она будет уважать нас».
- Гибель проводника от укуса ядовитой змеи — отсылка к фильму «Ад каннибалов».
- Эпизод, где аборигены танцуют вокруг Мисс Стивенс и появляется огромный абориген — пародия на Кинг-Конга.

## Факты
- Всю серию Келли называет Кенни неправильно: Ленни, Джонни, Ларри и так далее.
- Келли постоянно ковыряется в носу, даже когда делает Кенни искусственное дыхание. Лишь в плену из-за связанных рук ей не удаётся дотянуться до носа.
- Во время репортажа с места, на котором планировалось провести концерт, на заднем плане видно радужный флаг — символ гомосексуалов. Возможно это связано с названием хора (дети для голубых лесов).
- Во время разговора с Коста-риканскими властями мистер Мэки вместо своего обычного «mkay?» произносит «mbien?» (то же самое с «испанским» акцентом).
- Мисс Стивенсон была озвучена актрисой Дженнифер Энистон.
- Мисс Стивенсон, привязанная к дереву в форме чирлидерши - отсылка к сериалу «Друзья» («Эпизод с Великим Поцелуем Рэйчел» 7 сезон, эпизод 20 ), где героиня Дженнифер Энистон Рейчел пыталась произвести впечатление на потенциального бойфренда в таком же костюме.
- В этом эпизоде впервые Кайл называет Крейга по имени.
- Во время ночной грозы Стэн говорит: «О чёрт, я только что видел Тони Данза», на что Мисс Стивенсон отвечает: «Не видел ты Тони Данзу, Стэнли», однако через секунду во время вспышки видно, что Тони Данза сидит среди детей.

## Скандалы
Хотя эпизод вышел в 1999 в США, а несколько лет спустя — и в Латинской Америке, в феврале 2007 года разразился небольшой скандал из-за комментариев Картмана в адрес Коста-Рики, где он говорит, что город «пахнет как задница»; по мнению недовольных, создатели сериала показали страну, полную «проституток, посёлков из бараков и мусора». Как стало известно, правительство Коста-Рики было недовольно этим эпизодом. Видео об этом, на испанском языке, доступно на YouTube.